# Epicypta leptoclada
Epicypta leptoclada är en tvåvingeart som beskrevs av Wu 2003. Epicypta leptoclada ingår i släktet Epicypta och familjen svampmyggor. Inga underarter finns listade i Catalogue of Life.